# Qadian
Qadian là một thành phố và là nơi đặt hội đồng đô thị (municipal council) của quận Gurdaspur thuộc bang Punjab, Ấn Độ.

## Địa lý
Qadian có vị trí 31°49′B 75°23′Đ / 31,82°B 75,39°Đ Nó có độ cao trung bình là 250 mét (820 feet).

## Nhân khẩu
Theo điều tra dân số năm 2001 của Ấn Độ, Qadian có dân số 20.827 người. Phái nam chiếm 54% tổng số dân và phái nữ chiếm 46%. Qadian có tỷ lệ 75% biết đọc biết viết, cao hơn tỷ lệ trung bình toàn quốc là 59,5%: tỷ lệ cho phái nam là 78%, và tỷ lệ cho phái nữ là 70%. Tại Qadian, 10% dân số nhỏ hơn 6 tuổi.